# Scyphostelma
Scyphostelma är ett släkte av oleanderväxter. Scyphostelma ingår i familjen oleanderväxter.
Kladogram enligt Catalogue of Life:
| Scyphostelma | \| \| Scyphostelma beckii \| \| \| \| \| \| Scyphostelma bifidum \| \| \| \| \| \| Scyphostelma brachyphyllum \| \| \| \| \| \| Scyphostelma carmenaemiliae \| \| \| \| \| \| Scyphostelma chimboracense \| \| \| \| \| \| Scyphostelma confusum \| \| \| \| \| \| Scyphostelma ecuadorense \| \| \| \| \| \| Scyphostelma filisepalum \| \| \| \| \| \| Scyphostelma granatensis \| \| \| \| \| \| Scyphostelma harlingii \| \| \| \| \| \| Scyphostelma intricatum \| \| \| \| \| \| Scyphostelma isidrense \| \| \| \| \| \| Scyphostelma lechleri \| \| \| \| \| \| Scyphostelma longecalicinum \| \| \| \| \| \| Scyphostelma luteynii \| \| \| \| \| \| Scyphostelma microphylla \| \| \| \| \| \| Scyphostelma nubicola \| \| \| \| \| \| Scyphostelma pichinchense \| \| \| \| \| \| Scyphostelma ruizteranii \| \| \| \| \| \| Scyphostelma serpyllifolium \| \| \| \| \| \| Scyphostelma siderocalyx \| \| \| \| \| \| Scyphostelma sodiroi \| \| \| \| \| \| Scyphostelma tenellum \| \| \| \| \| \| Scyphostelma trianae \| \| \| \| \| \| Scyphostelma veleziae \| \| \| \| \| \| Scyphostelma velutinum \| \| \| \| \| \| Scyphostelma wurdackii \| \| \| \| |
|              | \| \| Scyphostelma beckii \| \| \| \| \| \| Scyphostelma bifidum \| \| \| \| \| \| Scyphostelma brachyphyllum \| \| \| \| \| \| Scyphostelma carmenaemiliae \| \| \| \| \| \| Scyphostelma chimboracense \| \| \| \| \| \| Scyphostelma confusum \| \| \| \| \| \| Scyphostelma ecuadorense \| \| \| \| \| \| Scyphostelma filisepalum \| \| \| \| \| \| Scyphostelma granatensis \| \| \| \| \| \| Scyphostelma harlingii \| \| \| \| \| \| Scyphostelma intricatum \| \| \| \| \| \| Scyphostelma isidrense \| \| \| \| \| \| Scyphostelma lechleri \| \| \| \| \| \| Scyphostelma longecalicinum \| \| \| \| \| \| Scyphostelma luteynii \| \| \| \| \| \| Scyphostelma microphylla \| \| \| \| \| \| Scyphostelma nubicola \| \| \| \| \| \| Scyphostelma pichinchense \| \| \| \| \| \| Scyphostelma ruizteranii \| \| \| \| \| \| Scyphostelma serpyllifolium \| \| \| \| \| \| Scyphostelma siderocalyx \| \| \| \| \| \| Scyphostelma sodiroi \| \| \| \| \| \| Scyphostelma tenellum \| \| \| \| \| \| Scyphostelma trianae \| \| \| \| \| \| Scyphostelma veleziae \| \| \| \| \| \| Scyphostelma velutinum \| \| \| \| \| \| Scyphostelma wurdackii \| \| \| \| |
|              | Scyphostelma beckii |
|              | |
|              | Scyphostelma bifidum |
|              | |
|              | Scyphostelma brachyphyllum |
|              | |
|              | Scyphostelma carmenaemiliae |
|              | |
|              | Scyphostelma chimboracense |
|              | |
|              | Scyphostelma confusum |
|              | |
|              | Scyphostelma ecuadorense |
|              | |
|              | Scyphostelma filisepalum |
|              | |
|              | Scyphostelma granatensis |
|              | |
|              | Scyphostelma harlingii |
|              | |
|              | Scyphostelma intricatum |
|              | |
|              | Scyphostelma isidrense |
|              | |
|              | Scyphostelma lechleri |
|              | |
|              | Scyphostelma longecalicinum |
|              | |
|              | Scyphostelma luteynii |
|              | |
|              | Scyphostelma microphylla |
|              | |
|              | Scyphostelma nubicola |
|              | |
|              | Scyphostelma pichinchense |
|              | |
|              | Scyphostelma ruizteranii |
|              | |
|              | Scyphostelma serpyllifolium |
|              | |
|              | Scyphostelma siderocalyx |
|              | |
|              | Scyphostelma sodiroi |
|              | |
|              | Scyphostelma tenellum |
|              | |
|              | Scyphostelma trianae |
|              | |
|              | Scyphostelma veleziae |
|              | |
|              | Scyphostelma velutinum |
|              | |
|              | Scyphostelma wurdackii |
|              | |